# Селянка (Пермский край)
Селянка — посёлок станции в Пермском крае России. Входит в Чусовской городской округ.

## Географическое положение
Посёлок расположен в западной части округа в 28 километрах по прямой на юго-запад от города Чусовой на железнодорожной линии Пермь-Чусовой.

## Климат
Климат умеренно континентальный. Среднегодовая температура воздуха колеблется около 0 градусов, среднемесячная температура января — −16 °C, июля — +17 °C, заморозки отмечаются в мае и сентябре. Высота снежного покрова достигает 80 см. Продолжительность залегания снежного покрова 170 дней. Продолжительность вегетационного периода 118 дней. В течение года выпадает 500—700 мм осадков.

## История
Возник предположительно в конце XIX века при строительстве Горнозаводской железной дороги. 
С 2004 до 2019 гг. входил в Комарихинское сельское поселение Чусовского муниципального района.

## Население
Постоянное население составляло 499 человека в 2002 году (60 % русские, 30 % татары), 398 человек в 2010 году.